# Милан Јакшић
Милан Јакшић  (Осијек, 1952) српски је сликар,  члан   СУЛУВ-а од 1895. године, а од 1994. до 2001. године  председник Удружења ликовних уметника Војводине у Новом Саду.
Излагао је на више од 200 колективних и 14 самосталних изложби у Југославији, Србији и иностранству. Носилац је бројних признања и награда.

## Живот и каријера
Рођен је 1952. године у Осијеку, Хрватска. Завршио је Правни факултет 1977. године, а сликарством се бави од 1971. године. Паралелно са студијама права студирао је на Ликовној академији у Новом Саду од 1975 до 1979. године.
Прву самосталну изложбу имао је 1974. године.
Живи и ради у Панчеву.

## Дело
Милан Јакшић на један ненаметљив начин ствара у савременим уметничким збивањима уз повремени повратак у постмодернистички и неокласичистички период из осамдесетих година 20. века. У његовом сликарству постоји доследна концепцијска формална и значењска транзиција преиспитивања. Мада повремено уметник напушта комфорно подручје слике и предузима одређене излете сарађујући са интернационалном групом уметника, када указује у својим делима на специфичан положај уметности у периоду комунистичке Југославије.
Према речима Душана Ђокића...Милан Јакшић...у сведеним хармонским склоповима, настојећи да истакне осетљивост тражења, а не карактер могуће форме, Јакшић се у својим новим сликама окреће хипотетичкој орбити апстрактног пејзажа, примењујући „укупни“ концепт, типичан за Америчко акционо сликарство 1950-их, избегавајући дефинисање било каквог центра гравитације, ван шеме централне композиције, остављајући лабаву било какву везу између фрагмената и целине. Сликар је ту престао да буде посматрач, али поље илузија није укинуто, утолико што је сам процес настанка дела близу граница опипљивости, као што изазивач у дуелу баца рукавицу у лице. противника.

## Самосталне изложбе
- 1974.  - Изложба слика у Панчеву
- 1980. - Изложба цртежа, Галерија Културног центра, Панчево
- 1985. - Изложба цртежа, Галерија НУБС, Београд
- 1991. - Изложба цртежа, Галерија УЛУВа, Нови Сад
- 1993. - Изложба слика галерије УЛУС, Београд
- 1996. - Изложба графике, Савремена галерија, Бања Лука, Босна и Херцеговина
- 1996. - Изложба графика, Центар за културу, Смедерево
- 1996. - Изложба слика, Савремена галерија, Опово, 1996.
- 1996. - Изложба слика, галерија Дома културе Старчево,
- 1998. - Изложба слика, галерија Вестад, Дармстад, Немачка
- 1999. - Изложба слика, галерија Бесарин, Сарајево, Босна и Херцеговина
- 2000. - Изложба слика, Галерија Стара капетанија, Земун
- 2000. - Изложба слика, галерија Културног центра, Нови Сад
- 2005. - Изложба слика, Савремена галерија Зрењанин
- 2005. - Изложба графика, Уметничка радионица Сремски Карловци
- 2005. - Изложба слика, графика и цртежа, Галерија савремене уметности, Панчево
- 2005. - Изложба графика, Музеј православне цркве, Сентандреја, Мађарска,

## Колективне изложбе
Важније колективне изложбе:
- Тријенале југословенског цртежа, Сомбор,
- У КРУГУ, Маил Арт, Вервије, Белгија
- Мали облици графике, Лођ, Пољска
- Међународни графички бијенале Суве Игле, Ужице
- Назад на минијатуру, Вервије, Белгија
- Међународно графичко тријенале, Битољ, Македонија
- Југословенски бијенале акварела, Зрењанин
- Међународни графички бијенале Суве игле, Будимпешта, Мађарска
- Међународна изложба ЕКС ЛИБРИС, Ријека, Хрватска
- Изложба Песак гупа, Братислава, Словачка
- Југословенски уметнички сусрет, Суботица
- Изложба југословенске графике, Мишколц, Мађарска
- Међународни бијенале малих графичких форми, Будимпешта, Мађарска
- Изложба војвођанских сликара, Сарајево, Босна и Херцеговина
- Међународни бијенале графике, Београд
- Изложба графика канадских графика, Шангај, Кина
- Групна међународна изложба, АСРОПА, Сеул, Јужна Кореја

## Награде и признања
- 1974. - Трећа награда за сликарство на изложби колоније, Делиблатски песак, Панчево
- 1979. - Награда за цртеж на Јужнобанатском салону, Ковин
- 1979. - Прва награда за цртеж на Јужнобанатском салону, Ковин
- 1982. - Друга награда за сликарство на Јужнобанатском салону, Ковин
- 1992. - Прва награда за сликарство на Октобарском салону, Ковин
- 1993. - Трећа награда за сликарство на Октобарском салону, Ковин
- 1994.  - Град При на 45. Пролећној изложби СУЛУВ, Нови Сад
- 1997. - Награда за сликарство на Јесењем салону, Вршац
- 2001. - Награда на 10. Бијеналу малог формата, Шабац
- 2001. - Награда за графику на Међународном бијеналу ЕКС Либрис, Ријека, Хрватска
- 2004. - Награда за сликарство на изложби Салона Панчева 2004
- 2006. - Награда за графику на Међународном бијеналу графике Рокицањи, Чешка Република
- 2007. - Награда за сликарство на међународној ликовној колонији Тунис